# Храм Метехі
Храм Метехі (груз. მეტეხის ღვთისმშობლის შობის ტაძარი) — церква в ім'я Успіння Богородиці в Тбілісі, в юрисдикції Грузинської православної церкви. Розташована в районі Метехі на скелі над річкою Курою. Вважається однією з візитних карток Тбілісі.

## Історія
Імовірно, перший храм на цьому місці був побудований за правління Вахтанга Горгасалі, якого вважають засновником Тбілісі,  у V столітті, можливо тут же був його палац. У храмі похована Свята Шушанік (померла бл. 432 року). Її прах перенесли за дорученням єпископа Кіріона з Цуртаві у VII ст.
Перші згадки в писемних джерелах відносяться до ХІІ століття. Територія біля храму була укріплена, поруч з храмом був царський палац. Є відомості, що тут молилася цариця Тамара (1195).
У 1235 році під час навали монголів храм був зруйнований, але в 1278—1289 роках, за правління Деметре II, повністю відновлений і в такому вигляді в основному дійшов до нашого часу. Стіни храму зведені з тесаних каменів-квадрів, але пізніше (імовірно, у XVIII столітті) всередині майже повністю реставровані цеглою. Внутрішній розпис стін не зберігся, зовнішній декор стін має орнаментальні мотиви, укладені в ромбоподібне обрамлення, над обрамленими вікнами висічені покриті орнаментом високі хрести.

За Вахтанга V, який у 1654 році вимушено прийняв іслам, храм використовувався як пороховий склад. Французький мандрівник Шарден відвідав Тбілісі в 1672 році і застав храм покинутим і сильно пошкодженим. У 1748 році цар Іраклій II, відвоювавши у турків фортецю на скелі Метехі, дає вказівку відновити храм: у цей час з цегли зводять новий барабан купола і в багатьох місцях відновлюють стіни храму. До цього ж часу відноситься напис, що зберігся на стіні апсиди:
| Ліві лапки | Цар Іраклій силою відібрав цю фортецю у ворога, несучи перед собою, як щит, хрест Христовий. Освободивши церкву, придворною зробив її. Такі діяння христолюбивого царя. Во славу бога і в поміч царю Іраклію. | Праві лапки |

У 1816—1819 роках за наказом кавказького головнокомандувача Олексія Єрмолова фортечні мури навколо храму були зруйновані, а на вивільненій території зведені тюремні будівлі. У цій в'язниці 17 серпня 1903 року був убитий грузинський революціонер Ладо Кецховелі.
У 1958 році тюремні будівлі були знесені, у 1966 році проведено благоустрій території, 25 квітня 1967 року відкрито пам'ятник Вахтангу Горгасалі. У радянський час приміщення церкви займали різні організації. У 1974 році всі внутрішні перегородки були знесені, а будівлю передали молодіжному експериментальному театру, який влаштував в центрі будівлі під куполом сцену, з лаштунками з південної сторони, і глядацький амфітеатр на 100 місць.
У 1988 році храм повернуто вірянам.